# Chaetodon sanctaehelenae
Chaetodon sanctaehelenae е вид бодлоперка от семейство Chaetodontidae. Видът не е застрашен от изчезване.

## Разпространение и местообитание
Разпространен е в Асенсион и Тристан да Куня и Остров Света Елена.
Обитава океани, морета и рифове.

## Описание
На дължина достигат до 18 cm.
Популацията на вида е стабилна.